# 横大路家住宅

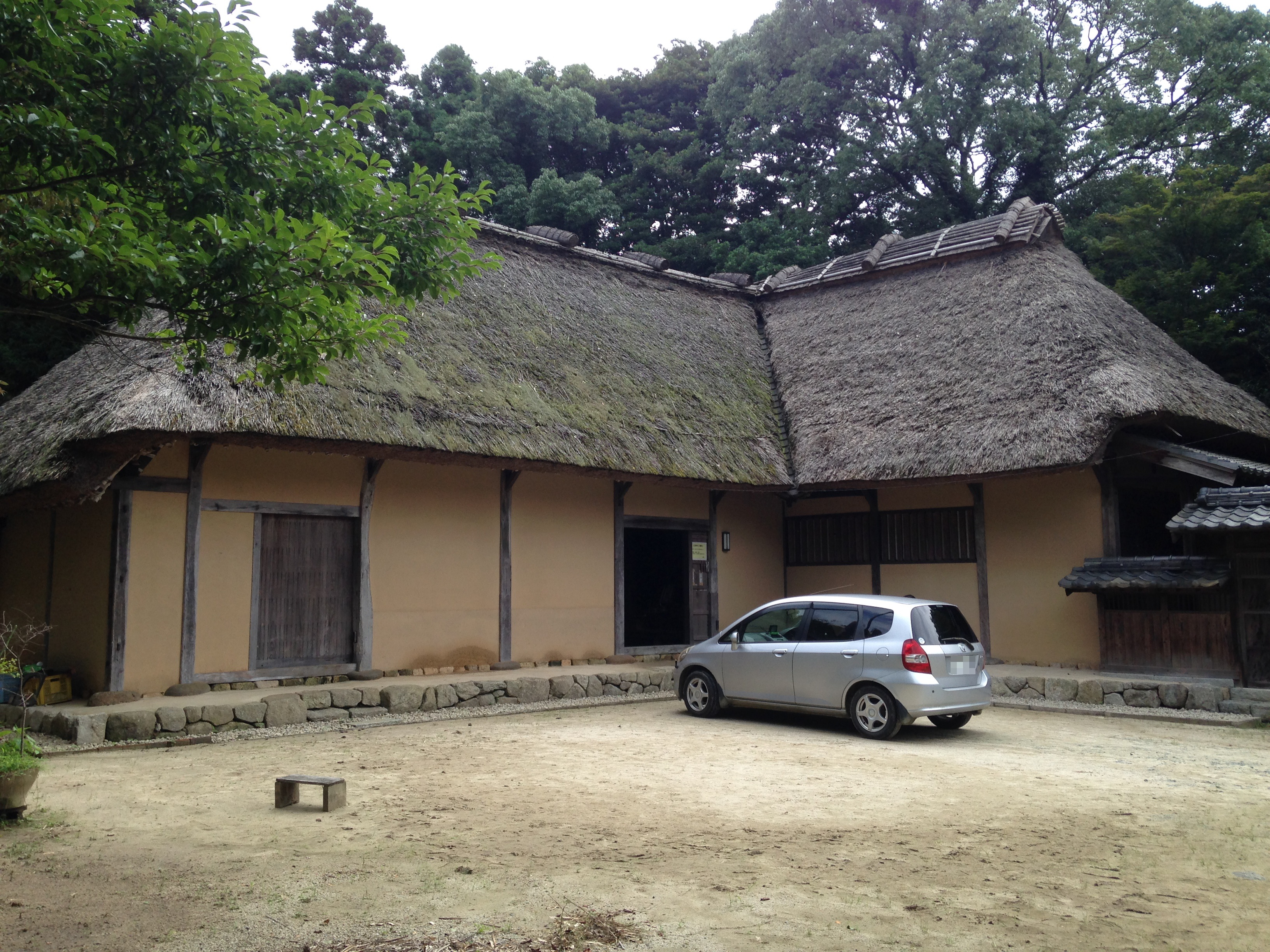
横大路家住宅

横大路家住宅（よこおおじけじゅうたく）は 福岡県糟屋郡新宮町上府にある古民家。九州最古級といわれる古民家建築で、国の重要文化財に指定されている。「千年家」の通称をもつ。
茅葺屋根の曲家で江戸時代前期（17世紀半ば）の建築ではないかと考えられているが、明確な建築年代を示す史料は残っていない。

## 解説
伝承によれば、805年（延暦24年）、日本天台宗の開祖である最澄が唐での留学を終え、当地に上陸し、独鈷寺（新宮町立花口）を開基した際、協力した横大路家の先祖にお礼として法火（法理の火）と毘沙門天像を授けたという。織田信長の延暦寺比叡山焼き討ちの際には、比叡山の法火が消えたため、ここから火を比叡山へ運んだともいわれる。火は家の竈にあり、種火が消えないように近年まで千年以上も守り続けていたという。この法火は2011年、当時の横大路家当主の死去に伴い横大路家住宅での保管が難しくなったことから、同県太宰府市の竈門神社に存在する妙香庵へと移されている。
住宅は寄棟造茅葺。東側に突出部をもつ曲家である。2000年から全面解体修理が行われ、2003年4月に完了した。部材の仕上げなどから、創建は17世紀半ば頃までさかのぼり、九州地方最古級の民家建築と思われる。当初は棟をコの字形に造る「くど造り」であったが、19世紀前半頃に現在のような曲家となった。解体修理に際しては庇の瓦、入口の障子戸などを撤去し、19世紀前半頃の姿に推定復元された。

## 交通アクセス
- 西鉄新宮駅もしくは新宮中央駅から新宮町コミュニティバス相らんど線に乗車し「千年家」下車。
- 天神日銀前から西鉄バス赤間急行線に乗車し「上の府太郎丸」下車、徒歩10分（800m）。
- 新宮中央駅から徒歩18分（1.5km）。
- マイカーの場合、九州自動車道古賀インターチェンジから3.5km。